# Феодор (брат Ираклия)
Феодор (лат. Theodorus, др.-греч. Θεόδωρος; fl. ок. 610 (???)—636) — византийский полководец VII века, принимавший участие в войне 602—628 годов с персами и в войне с арабами. Брат (возможно, сводный) императора Ираклия I (610—641).

## Биография
Феодор был сыном полководца и экзарха Африки Ираклия Старшего и, соответственно, братом императора Ираклия. О том, что Феодор был сводным братом Ираклия, сообщает египетский историк второй половины VII века Иоанн Никиусский. Вскоре после того как Ираклий сверг узурпатора Фоку (602—610) и сам занял византийский престол, Феодор был назначен на важный пост куропалата, получив ведение хозяйство императорского дворца, что сделало его вторым человеком в государстве. В 612 году, после смещения и заточения военного магистра Приска, командование войсками было доверено Феодору и Филиппику. В конце 613 года Феодор сопровождал своего брата в походе против Сасанидов в район Антиохии. Хотя первоначально они достигли некоторых успехов, в конце концов персы нанесли им поражения и захватили бо́льшую части Киликии.
В следующий раз Феодор упоминается в 626 году, когда во главе части армии Ираклия он был послан против персидского полководца Шахина. Феодор нанёс Шахину тяжёлое поражение в северо-восточной Анатолии, после чего срочно отплыл в Константинополь, осаждённый аварами. Ко времени его прибытия осада уже закончилась, но Феодор участвовал в последовавших за этим переговорах с аварским каганом. После заключения в 628 году мира с персидским шахом Кавадом II Ираклий послал своего брата обеспечить отступление побеждённых персов из Сирии и Северной Месопотамии. Согласно хроникам, персы отказывались покидать города, несмотря на приказ своего государя. Так, в Эдессе местное еврейское население убедило персидский гарнизон остаться, и византийцам пришлось применять осадную технику, чтобы заставить противника покинуть город. Когда войска Феодора вошли в город, они начали преследовать и убивать евреев, пока не были остановлены приказом Ираклия.
Ираклий оставил Феодора своим наместником на Востоке, доверив ему командование войсками и восстановление хозяйства разорённого войной региона. В этой качестве Феодор встретил первый натиск мусульманского завоевания. Он недооценил угрозу, рассматривая арабов как «мёртвую собаку», и был не способен остановить их нападения. Возможно, это он командовал византийцами в 629 году при Муте, первом крупном сражении с мусульманами. В 634 году Феодор повёл византийскую армию из Месопотамию в Сирию, где потерпел поражение. Возможно, это была битва при Аджнадайне, место и время которой точно не известны. После этого он отступил в Эдессу или Антиохию, где присоединился к Ираклию. В ходе византийского контрнаступления 636 года он занял Эмесу и Дамаск. Согласно арабским источникам, Феодор участвовал и был убит в решающей битве при Ярмуке 20 августа 636 года, однако это маловероятно. Более вероятно, что вследствие неудач он впал в немилость у своего брата. Также их отношения осложнялись тем, что Феодор критиковал брак Ираклия с их племянницей Мартиной. Сообщается, что Ираклий приказал Феодору прибыть в Константинополь, где его арестовал сын императора Ираклеон. В результате этого сын Феодора, также по имени Феодор, вступил в неудачный заговор Иоанна Аталариха в 637 году. О другом сыне Феодора, Григории, ничего не известно.